# Nectar

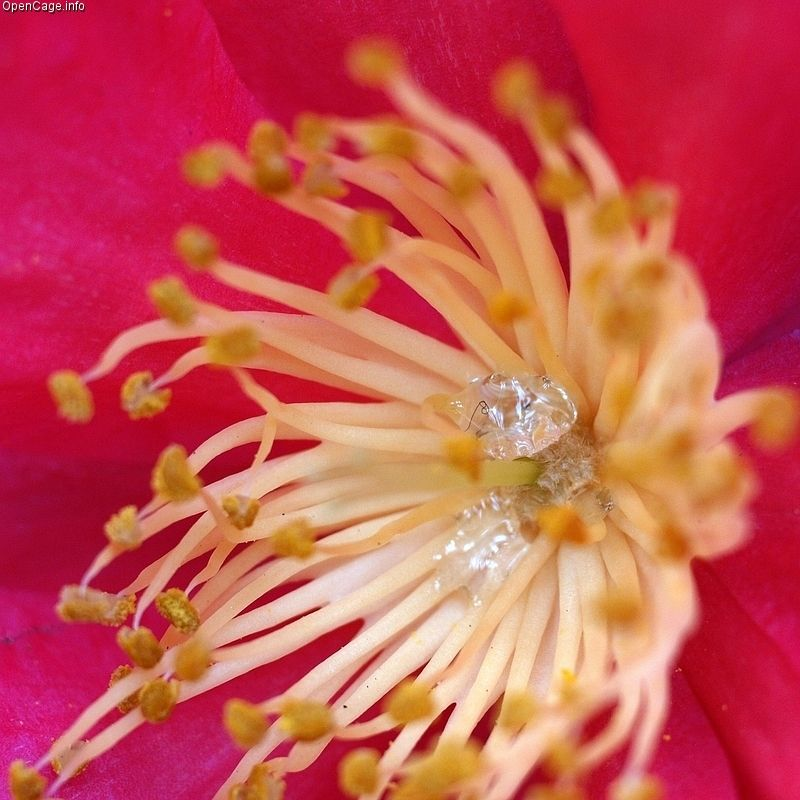
Nectar de camelie

Nectarul este un lichid bogat în zahăr care este produs de către plante. Acesta este produs de glandele nectarifere aflate în flori, atunci când planta atrage animalele polenizatoare, sau de glandele nectarifere extraflorale care oferă o sursă de nutrienți pentru animalele mutualiste, care, la rândul lor, oferă protecție plantelor contra ierbivorelor. Polenizatorii cei mai frecvenți care consumă nectar sunt albinele, fluturii și moliile, păsările colibri și liliecii.